# Изысканный труп (сюрреализм)

«Изысканный труп». Ив Танги, Ман Рэй, Макс Морис, Хуан Миро, ок. 1926

«Изы́сканный труп», «утончённый труп» (фр. Cadavre exquis) — коллективная игра, возникшая среди сюрреалистов в середине 1920-х годов. Самая известная из многих игр, бытовавших в их среде. Существовала в двух формах: текстовой и в виде рисунка. Игра отражала стремление участников движения к оригинальности, неожиданности, соединению несовместимых элементов в единое целое, иррациональности. Она рассматривалась как средство самовыражения, отдельная техника, а не просто как шутка, средство развлечения. Исследователи относят «Изысканный труп» к экспериментальным играм.

## История
Различные игры занимали важное значение в деятельности сюрреалистов, как и у их предшественников дадаистов. К ним можно отнести игры в «правду», в «портрет по аналогии», во «взаимное декорирование», в «ночной песок», в «один в другом», в «дефиниции» (абсурдистский диалог), в «Марсельскую игру» (на основе сюрреалистской колоды карт Таро) и т. д.. Исследователи видят в этом связь с распространённостью в сюрреалистской среде коллективного творчества, что было вызвано желанием избавиться в творческом процессе от индивидуальности. В играх с несколькими участниками проявлялся эффект неожиданности, в частности, следование «правилу несоответствия», «соединения несоединимого», когда существа и предметы выступали в самых необычных сочетаниях, создавая образы, напоминающие фантастические видения или сны. Искусствовед Александр Якимович по этому поводу заметил: «Играть в такие игры означало тренировать себя таким образом, чтобы логические связи и уровни сознания отключались бы или привыкали бы к своей необязательности. Глубинные, подсознательные, хаотические силы вызывались из бездны».

Андре Бретон в 1924 году

Одним из прообразов «Изысканного трупа» признаётся «буриме» (bouts-rimés — буквально «рифмованные концы») — салонная литературная игра, заключающаяся в сочинении стихов, чаще шуточных, на заданные рифмы, иногда ещё и на выбранную тему. Иногда к буриме относят и другую игру, называемую также «игрой в чепуху» (также «сочинители», «передвижка»), в ходе которой записывают несколько строк (или даже строф), рисунков, после чего передают листок партнёру для продолжения, оставив видимыми только последние из них. Возникновение игры «Изысканный труп» относят к 1924 году и связывают с компанией сюрреалистов в парижском доме по улице Шато, где в то время проживали Жак Превер, Ив Танги и Марсель Дюамель. Там их часто посещали Бретон, Робер Деснос, Раймон Кено, Мишель Лейрис, Жорж Малкин, Ман Рэй и другие. Основоположник и лидер сюрреализма Андре Бретон позже вспоминал про встречи в этом доме: «Это был целый тигель юмора, в сюрреалистическом смысле».

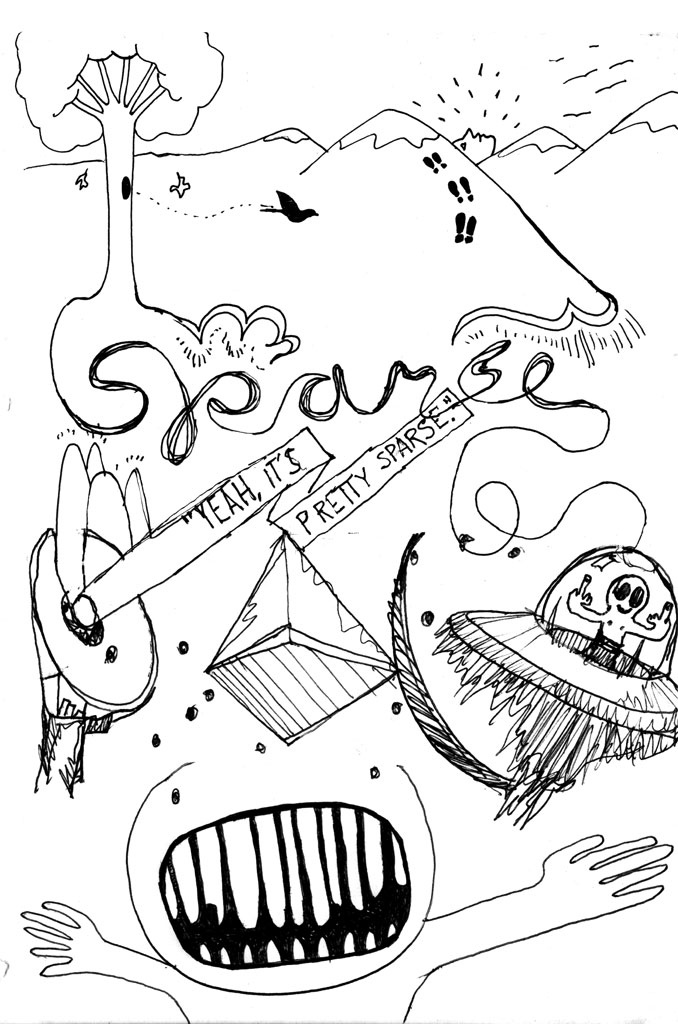
Пример рисунка, выполненного в технике «Изысканный труп»

Об истории появления игры и её названия известно из воспоминаний Симоны Бретон: «Сперва мы просто играли в слова. Каждый писал какую‑то фразу, складывал листок и передавал его соседу, который продолжал, не видя начала, и т. д. В одной из первых игр, в которой участвовал Превер, мы получили: „Изысканный труп выпьет молодое вино“. Эта фраза нам так понравилась, что стала названием игры. Скоро мы видоизменили её: мы теперь не писали, а рисовали». По начальным двум словам из первой комбинации и была названа игра. В «Кратком словаре сюрреализма» (Le Dictionnaire abrégé du surréalisme; 1938) было дано следующее определение: «Игра на бумаге, участники которой составляют фразу или рисунок, не имея представления о том, что до них уже было написано или нарисовано». Игра проводилась в двух вариантах: текстовом и рисованном виде. Чаще всего при игре в слова участвовали шесть участников, в то время как при рисовании их было трое-четверо. Среди рисовальщиков стабильными партнёрами часто выступали: Рэй-Миро-Морис-Танги, Бретон-Кан-Морис, Бретон-Танги-Дюамель-Морис, Браунер-Бретон, Эроль-Танги и другие. Суть действа заключалась в том, что участник писал или наносил часть текста или рисунка, затем загибал бумагу так, чтобы следующий партнёр не видел, что получилось у предыдущего. Затем коллективное произведение таким же образом передавалось следующему. В итоге получался спонтанный, неожиданный результат. Известно, что если для игры не хватало участников, то сюрреалисты приглашали клошаров и проституток, что вызывало жалобы со стороны соседей и неудовольствие сутенёров. «Изысканный труп» относят к экспериментальным играм (также «Диалоги», «Аналогии»). Исследователи находят в играх много общего с литературной практикой сюрреалистов, основанной на автоматическом письме, отступлении от традиционной рифмы, введении необычных образов и метафор, отказ от авторства, выведении творческого процесса «за рамки личности».
В 1927 году ряд комбинаций были опубликованы в журнале «Сюрреалистическая революция» (La Révolution surréaliste; № 9—10): «Мёртвая любовь украсит народ», «Раненые женщины портят светловолосую гильотину», «Кудрявый гиппогриф преследует чёрную лань», «Необыкновенно красивый двенадцатый век ведёт к угольщику почтительно снимающую шляпу спираль мозга», «Окрылённый пар соблазняет запертую на ключ птицу», «Сенегальская устрица съест французский хлеб», «Влюблённая и хрупкая сороконожка соперничает в злости с томным кортежем». Несмотря на иррациональный, случайный характер игровых акций, участники могли сознательно стремиться предсказать, предугадать, что хотели высказать другие. В связи с этим многие образцы «Изысканных трупов» и, прежде всего словесные, имеют вполне законченный характер, объединены единством художественного замысла. Кроме того, после составления комбинации игроки могли заниматься толкованием полученного результата. В литературе отмечается, что несмотря на то, что подобная техника может показаться просто шуткой, на самом деле сюрреалисты придавали ей большое значения, считая средством самовыражения, творческим актом. В октябре 1948 года в парижской галерее Нины Дусе La Dragonne была проведена выставка образцов «изысканных трупов», которую организовал Бретон.
Влиянием игры отмечена повествовательная форма экспериментального фильма тайского режиссёра Апичатпонга Вирасетакула «Таинственный полуденный объект».